# Драговищица (вестник)
Вижте пояснителната страница за други значения на Драговищица.
„Драговищица“ е вестник с. Драговищица, България.
Той е орган на Общинския народен съвет в с. Драговищица, Общинския комитет на БКП в с. Драговищица и АПК в с. Драговищица.
Вестникът излиза от януари 1983 г. 2 пъти месечно до 1989 г.(?) Има общополитически характер. Редакцията е в с. Драговищица. Разпространява се чрез абонамент. Печата се в Държавната печатница в Кюстендил. Тираж 1500 броя.